# Aérodrome de Hope
L'aérodrome de Hope est un aérodrome situé en Colombie-Britannique, au Canada.